# Aeroportul Internațional Alfredo Vásquez Cobo
Aeroportul Internațional Alfredo Vásquez Cobo (IATA: LET, ICAO: SKLT) este un aeroport din Departamentul Amazonas, Columbia ce deservește zona Leticia⁠(d). Aeroportul a fost tranzitat în 2022 de 370.277 de pasageri. A fost numit după Alfredo Vázquez Cobo⁠(d).
Situat la o altitudine de 84 m, aeroportul dispune de o singură pistă. Este operat de Colombian Civil Aviation Authority⁠(d).